# Robert Guri Baqaj
Robert Guri Baqaj (Skrävlinge, 12 settembre 1990) è un ex calciatore svedese, di ruolo attaccante.

## Carriera

### Club
Dopo aver fatto parte delle giovanili del Malmö FF e aver debuttato in Superettan con il Limhamn Bunkeflo, il suo cartellino passa all'AlbinoLeffe con cui non colleziona presenze in prima squadra, facendo parte della formazione Primavera. Il 19 luglio 2010 viene ceduto in prestito all'Halmstad, con cui ottiene 5 presenze nel massimo campionato svedese.
Nel febbraio 2011 torna al Limhamn Bunkeflo, in terza serie svedese, questa volta con la formula del prestito. Ha continuato poi a giocare in serie svedesi ancora minori.